# Psammastacus remanei
Psammastacus remanei är en kräftdjursart som beskrevs av Noodt 1964. Psammastacus remanei ingår i släktet Psammastacus och familjen Cylindropsyllidae. Inga underarter finns listade i Catalogue of Life.